# Caudron Simoun
Caudron Simoun là một loại máy bay thông dụng 4 chỗ của Pháp trong thập niên 1930. Nó được Air Bleu sử dụng làm máy bay chở thư tín, ngoài ra Armée de l'Air còn sử dụng làm máy bay liên lạc trong Chiến tranh thế giới II.

## Biến thể
- C.500 Simoun I
- C.520 Simoun
- C.620 Simoun IV
- C.630 Simoun
- C.631 Simoun
- C.632 Simoun
- C.633 Simoun
- C.634 Simoun
- C.635 Simoun
- C.635M Simoun

## Quốc gia sử dụng
Bỉ
- Không quân Bỉ

 France
- Air Bleu
- Armée de l'Air
- Aeronavale

 Đức
- Luftwaffe (số lượng nhỏ)[1]

 Anh Quốc
- Không quân Hoàng gia

 United States
- Hải quân Hoa Kỳ

## Tính năng kỹ chiến thuật (C.630)

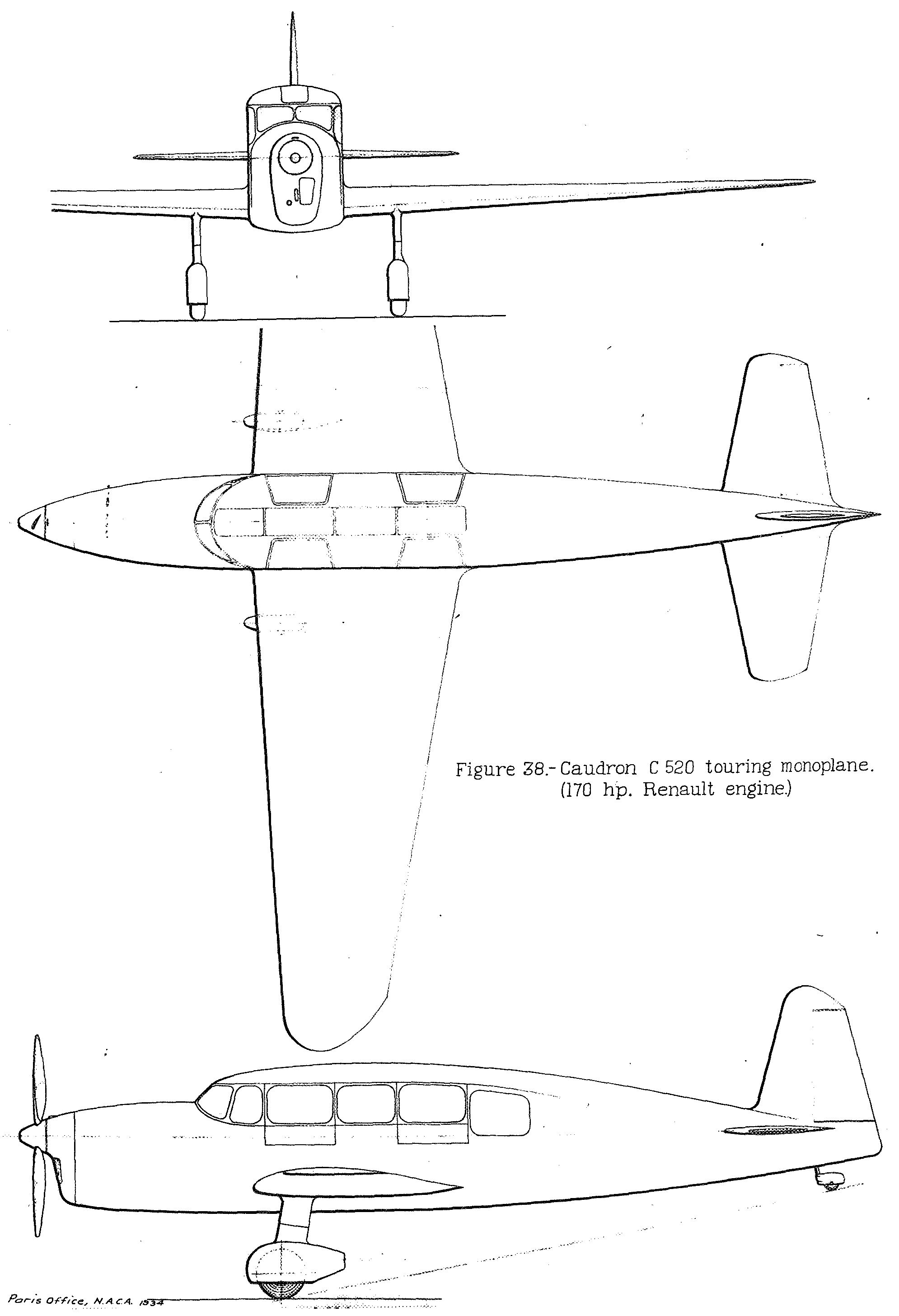
Caudron C.520

Đặc điểm tổng quát
- Kíp lái: 1-2
- Sức chứa: 2 hành khách
- Chiều dài: 9,10 m (29 ft 10 in)
- Sải cánh: 10,4 m (34 ft 2 in)
- Chiều cao: 2,3 m (7 ft 7 in)
- Diện tích cánh: 16 m² (170 ft²)
- Trọng lượng rỗng: 755 kg (1.660 lb)
- Trọng lượng cất cánh tối đa: 1.380 kg (3.040 lb)
- Động cơ: 1 × Renault Bengali 6Q-09, 220 hp (160 kW)

 Hiệu suất bay 
- Vận tốc cực đại: 300 km/h (160 knot, 190 mph)
- Tầm bay: 1.500 km (810 nm, 930 mi)
- Trần bay: 6.000 m (20.000 ft)